# Lissonota tenebrosa
Lissonota tenebrosa är en stekelart som först beskrevs av Charles Thomas Brues 1910.  Lissonota tenebrosa ingår i släktet Lissonota och familjen brokparasitsteklar. Inga underarter finns listade i Catalogue of Life.